# Champanges
Champanges är en kommun i departementet Haute-Savoie i regionen Auvergne-Rhône-Alpes i sydöstra Frankrike. Kommunen ligger i kantonen Évian-les-Bains som tillhör arrondissementet Thonon-les-Bains. År 2022 hade Champanges 1 181 invånare.

## Befolkningsutveckling
Antalet invånare i kommunen Champanges
| Referens: INSEE |